# 春との旅
『春との旅』（はるとのたび）は、2010年の日本映画。原作・脚本・監督は小林政広、主演は仲代達矢と徳永えり。北海道に住む、祖父と孫娘、二人きりの家族。孫は仕事を求めて東京へ出ることに決める。祖父を世話してくれる場所を求め、長い間疎遠になっていた彼の兄弟、そして孫娘の父親を訪ねる旅に出る。

## 概要
北海道と宮城県を舞台にしたロードムービー。撮影は北海道・増毛町を起点に東北や宮城と順撮りオールロケを行い、2009年4月にクランクインし12月に完成している。劇場公開に先立ち小林監督による同名小説『春との旅』（毎日新聞社刊）も発行、映画のその後が綴られている。
『バリアフリー上映』と題した聴覚障害者用日本語字幕と音声ガイド付上映も実施された。音声ガイドは映画プリントに直接音声トラックを焼き付けたフィルムで、他に日本語字幕版フィルムも上映となった。
全国59スクリーン（以降順次公開）での小規模公開ながら、ぴあ初日満足度ランキング（ぴあ映画生活調べ）では第1位になるなど40 - 70代を中心に非常に高い評価を受けている。また仲代達矢のリアルな演技にも絶賛が相次いだ。
淡島千景が出演した最後の映画となった。

## あらすじ
北海道の増毛町に暮らす忠男は、ニシン漁による一攫千金（鰊御殿）を夢見て、若い頃に宮城県気仙沼から北海道に渡った漁師だったが、目論見は上手くはいかず老いて足も不自由となり、同居する孫娘の春の世話になる生活を送っていた。忠男は妻に先立たたれ、実の娘（春の母親）は旦那と離婚後自殺し、仲の良い友人もおらず周囲に頼れる人が春しかいない。ある日春は職を失い、東京で働こうと考える。足の不自由な忠男を増毛に一人置いておくわけにもいかず、二人は忠男の身の置き場所を求めて、故郷の気仙沼のほか鳴子や仙台に住む忠男の兄弟親類を訪ねる旅に出る。しかし、忠男も彼の兄弟も頑固で不器用なところがあり、交渉はどこもうまくはいかなかった。
母を捨てた父を避けていた春だったが、不器用ながらも必死に生きている忠男たちを見たことで気持ちが変わり、増毛に戻る前に静内で暮らす父に会うことを決意する。

## キャスト
- 中井忠男︰仲代達矢
- 中井 春︰徳永えり
- 金本重男︰大滝秀治
- 金本恵子︰菅井きん
- 木下︰小林薫
- 清水愛子︰田中裕子
- 市山茂子︰淡島千景
- 中井道男︰柄本明
- 中井明子︰美保純
- 津田伸子︰戸田菜穂
- 津田真一︰香川照之

## スタッフ
- 原作・脚本・監督: 小林政広
- エグゼクティブプロデューサー: 與田尚志
- プロデューサー: 紀伊宗之 小林直子
- アソシエイトプロデューサー: 脇田さくら、小林政広
- 制作担当: 川瀬準也
- アシスタントプロデューサー: 萩原直人
- 音楽: 佐久間順平
- 撮影監督: 高間賢治
- 照明: 上保正道
- 美術: 山﨑輝
- 録音: 福田伸
- 編集: 金子尚樹
- 助監督: 石田和彦
- 音響効果: 瀬谷満
- 装飾: 鈴木隆之
- 衣装: 宮本まさ江
- ヘアメイク: 小沼みどり
- 制作主任: 棚瀬雅俊
- 企画: モンキータウンプロダクション
- 製作: 『春との旅』フィルムパートナーズ（ラテルナ、東映ビデオ、アスミック・エース、毎日新聞社、札幌駅総合開発、北海道新聞社）
- 助成: 文化芸術振興費補助金
- 制作: ラテルナ、モンキータウンプロダクション
- 配給: ティ・ジョイ、アスミック・エース

## 受賞
- 第65回毎日映画コンクール
  - 日本映画優秀賞
  - スポニチグランプリ新人賞（徳永えり）
- 第20回日本映画批評家大賞
  - 作品賞
  - 新人女優賞（徳永えり）